# Nicéforo Urano
Nicéforo Urano (em grego medieval: Νικηφόρος Οὐρανός; romaniz.: Nikephoros Ouranos; em latim: Nicephorus Uranus; fl. c. 980 – m. 1010/1011?) foi um oficial superior e general bizantino que serviu sob o imperador Basílio II Bulgaróctono (r. 976–1025). Foi um dos colaboradores mais próximos do imperador e notabilizou-se nas guerras bizantino-búlgaras, sobretudo por sua grande vitória na Batalha de Esperqueu, e nos combates contra os árabes na Síria, onde foi comandante durante a primeira década do século XI como vice-rei de facto de Basílio. Era uma homem culto, que escreveu um manual militar (Táctica) e compôs vários poemas e hagiografias que sobreviveram até à atualidade.

## Biografia
Sabe-se muito pouco acerca das origens de Urano, dos seus primeiros anos ou da sua família. As crónicas apresentam-no como um homem novo. Há notícias da existência de um protoespatário (alto dignitário da corte imperial) e asecreta (funcionário da chancelaria) Basílio, talvez um familiar mais velho, e através de sua correspondência sabe-se que tinha irmão chamado Miguel. Sua primeira referência histórica é de 980, quando participa nas negociações entre o Império Bizantino e o emir de Bagdade para o retorno do general rebelde Bardas Esclero. Depois de uma embaixada bizantina ter visitado Bagdade em 980, uma embaixada árabe visitou Constantinopla em 982, e Urano é mencionado no seu registo como confidente de Basílio II, tendo o alto cargo de guarda do caníclio (epi tou kanikleiou; caníclio era o tinteiro imperial). Ibne Xaram refere que a grande proximidade de Urano do imperador tornava-o inimigo do poderoso eunuco paracemomeno Basílio Lecapeno, que tinha supervisionado os assuntos de estado durante décadas. Durante as negociações, Urano atuou como intermediário entre os árabes e o imperador, e subsequentemente foi escolhido pelo paracemomeno para chefiar uma delegação enviada a Bagdade que tomaria a custódia de Esclero.
Quando se encontrava em Bagdade, Nicéforo foi acusado de tentar envenenar Esclero ou, segundo outras versões, de negociar em segredo com este, e foi preso. É provável que as acusações contra ele tenham sido orquestradas por Basílio Lecapeno, que se queria ver livre dele. Permaneceu na prisão em Bagdade até depois de Bardas Esclero ter partido no final de 986, voltando a Constantinopla em 987. Nessa altura Lecapeno já tinha caído do poder e morrido, e Urano continuou a gozar do favor imperial. Foi-lhe concedido o título de magistro e sua posição influente é evidenciada pelo facto de Santo Atanásio de Atos o ter escolhido para guarda o laico ou epítropo do seu Mosteiro da Grande Lavra do Monte Atos.

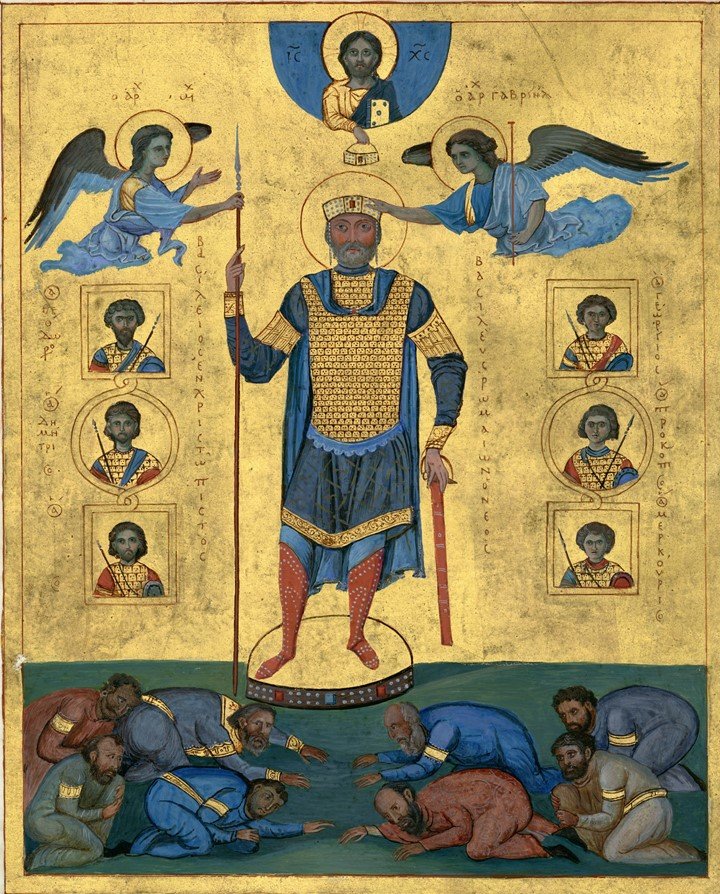
Pintura do imperador Basílio II, de quem Nicéforo Urano foi um dos colaboradores de mais confiança

Após a morte do duque de Salónica, Gregório Taronita, na batalha de Salonica contra os búlgaros em 995, Basílio II nomeou Urano doméstico das escolas do ocidente, um cargo que na prática era o comandante-em-chefe do exército de terra europeu. Depois da sua vitória em Salónica, os búlgaros tinham penetrado profundamente na Grécia, saqueando e pilhando, chegando até Corinto, no Peloponeso. Em 997, Urano juntou as suas forças em Salónica e marchou ao seu encontro para sul, o que levou o tsar búlgaro Samuel a virar para norte ao saber da sua chegada. Os dois exércitos encontraram-se nas margens do rio Esperqueu, na Grécia Central, as quais estavam inundadas devido às fortes chuvas dos dias anteriores, o que impossibilitava a travessia. Isso obrigou os dois exércitos a acampar nas margens opostas do rio. Os búlgaros, confiantes em que os bizantinos não conseguiam atravessar o rio, negligenciaram a vigilância. No entanto, Urano encontrou um vau a montante, onde atravessou o rio com o seu exército durante a noite, e atacou o acampamento dos búlgaros. A batalha de Esperqueu foi tumultuosa e a maioria do exército búlgaro, apanhado desprevenido, foi morto ou capturado. Até o czar Samuel e o seu filho foram feridos e só escaparam deitando-se entre os mortos.
Nicéforo Urano continuou a combater na área nos anos seguintes, mas não há informações suas na principal fonte histórica, as crónicas de João Escilitzes. Em dezembro de 999, foi nomeado duque de Antioquia, na Síria, um dos comandos militares regionais bizantinos mais importantes. Na sequência da morte do duque anterior, Damião Dalasseno, numa batalha contra o Califado Fatímida em 998, o próprio imperador Basílio em pessoa esteve em campanha na área, na esperança de estabilizar a fronteira oriental para poder dedicar os seus recursos à guerra contra os búlgaros a ocidente. Na primavera do ano 1000, Nicéforo acompanhou Basílio na sua campanha que levou à anexação do principado bagrátida de Tao-Clarjécia e defendeu esta nova possessão dos ataques de Gurgenes em 1001-1002.
Após negociar tréguas com a duração de dez anos com os fatímidas em 1001, Urano foi o representante de Basílio nas áreas fronteiriças do leste, e foi investido de autoridade plenipotenciária, o que é atestado por um selo que o declara "senhor do oriente" (em grego: ὁ κρατῶν τῆς Ἀνατολῆς). Em 1000-1001 reprimiu a revolta de duas tribos beduínas sírias, os Numeritas (Noumeritai) e os Atáfitas (Ataphitai). Em 1005-1007 esteve envolvido em operações contra o líder árabe rebelde Alasfar, que derrotou em 1007. Nada mais se sabe de Nicéforo Urano depois disso, embora o facto da nomeação de um novo duque de Antioquia só ter ocorrido em 1011 possa significar que ele continuou a ocupar esse cargo até essa data.

## Obras literárias

### Táctica
No século X assistiu-se no Império Bizantino ao renascimento da escrita de obras enciclopédicas, incluindo manuais militares, do quais o último exemplo é representado pela Táctica de Nicéforo Urano, escrita enquanto ele era governador de Antioquia. A obra é composta de 178 capítulos, os quais podem ser divididos nas seguintes partes:
- Os capítulos 1 a 55 são uma paráfrase da Táctica do imperador Leão VI, o Sábio;

- Os capítulos 56 a 62 são uma paráfrase do Preceitos Militares do imperador Nicéforo II Focas;

- Os capítulos 63 a 65 refletem a experiência pessoal de Urano e apresentam emendas de outros textos anteriores, refletindo as novas circunstâncias das guerras bizantina no início do século XI;[18]

- Os capítulos 66 a 74 são derivados de textos do autor do século I Onasandro;

- Os capítulos restantes (75 a 178) são igualmente derivados de outros autores antigos.

Dos capítulos realmente originais, o 63 trata de raides em território inimigo; o 64 discute o problema de levantar o acampamento e marchar quando o inimigo está próximo, assim como o da passagem de um desfiladeiro na posse do inimigo (este baseado em autores anteriores); o capítulo 65 trata de cercos. O capítulo 65 é especialmente notável pela importância dada aos fatores psicológicos e diplomáticos durante um cerco. Realça, por exemplo, que é importante tomar precauções contra cristãos que abastecem um inimigo muçulmano de cereais, queijo ou gado por causa dos altos preços oferecidos serem tentadores. Do mesmo modo, sugere que se alterne entre ofertas graciosas de clemência e ameaças ásperas de represálias (especialmente contra arménios e cristãos sírios, apóstatas do Islão [em grego: ὁ κρατῶν τῆς Ἀνατολῆς] e outros heréticos), independentemente de se tencionar concretizar as ofertas ou ameaças, pois essas vacilações provocarão dissensões entre os defensores sitiados.
Estranhamente, embora Urano refira os trabucos, aparentemente ele (e, por extensão, os bizantinos) usavam-nos contra os defensores que se encontravam nas muralhas e não contra as próprias muralhas. Parecendo ignorar o poder destrutivo que tinha ao seu alcance com tais armas, ele escreve: "os homens de antigamente, na sua busca de armas de cerco, construíram muitos instrumentos, como aríetes, torres de madeira, escadas de escalada com várias funções, 'tartarugas', e todo o tipo de coisas que a nossa geração dificilmente imagina. No entanto, experimentou todas elas e descobriu que o método mais eficaz, para a qual o inimigo não tem defesa, é escavar as fundações...".

### Outras obras
Nicéforo era devoto e tentava viver como um monge sem se desligar da vida mundana. Como mencionado anteriormente, ele foi encarregado da manutenção do Mosteiro da Grande Lavra do Monte Atos e na sua juventude parece ter sido amigo de São Simeão Metafrastes, tendo escrito um poema lamentando a sua morte. Conhecem-se ainda dois textos hagiográficos da autoria de Urano: a metáfrase "A Vida de Simeão Estilita da Montanha Admirável" e "Paixão de Teodoro, o Recruta".